# 扎考必利
扎考必利（英语：Zacopride），或译为查可必利，是5-HT3受体的有效拮抗剂和5-HT4受体的激动剂。它在动物模型中具有抗焦虑和促智作用，其中(R)-(+)-对映体是更活跃的形式。它还具有止吐和促呼吸作用，在动物研究中既能减少睡眠呼吸暂停，又能逆转阿片类药物引起的呼吸抑制。早期的动物试验还表明，给予扎考必利可以减少对乙醇的偏好和消耗。
发现扎考必利在400微克的剂量下显着增加人类受试者的醛固酮水平达180分钟。人们认为这是通过刺激肾上腺上的5-HT4受体来实现的。扎考必利在体外应用于人肾上腺时也能刺激醛固酮分泌。肾素、促肾上腺皮质激素或皮质醇水平未观察到显着变化。
扎考必利已在治疗精神分裂症的临床试验中进行了测试，但未获成功。